# Dacia 1300
O Dacia 1300 é um automóvel baseado no Renault 12 que foi produzido durante a Guerra Fria pela montadora romena Dacia. O "1300" representa as cilindradas do motor. O primeiro Dacia 1300 saiu da linha de montagem em 23 de agosto de 1969. Em 21 de julho de 2004, o último Dacia 1310 (versão sedã), número 1.959.730, saiu dos portões da unidade de produção de Mioveni, apenas um mês antes de seu 35º aniversário.

## História

### Dacia 1300
O governo romeno da década de 1960 decidiu adquirir as ferramentas e o design básico de um carro ocidental para diminuir a dependência da Romênia de bens de consumo importados. Os termos afirmavam que o veículo tinha que ser barato, grande o suficiente para uma família e movido por um motor com capacidade não superior a 1,3 litros. As ofertas vieram da Alfa Romeo, Fiat, Austin, DKW, Peugeot entre outros, mas o vencedor foi o Renault 12. A escolha de um desenho francês não foi apenas política, mas também técnica; A Romênia estava tentando cultivar relações econômicas com a Europa Ocidental, particularmente a França, e demonstrar suas capacidades econômicas.

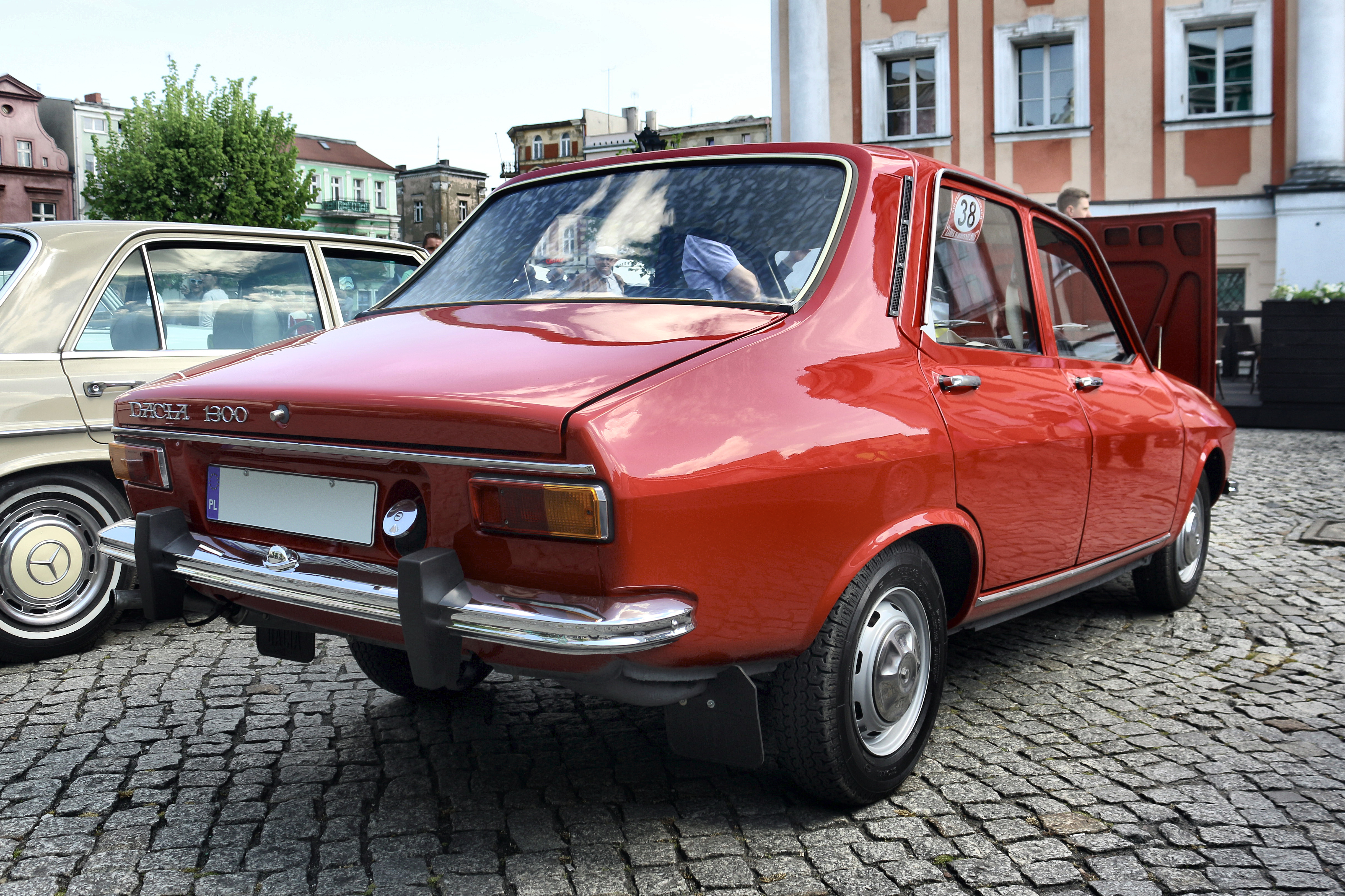
Traseira do Dacia 1300

Parte dos veículos resultantes foi vendida para consumidores do Bloco Oriental e em mercados de exportação como América do Sul, Canadá, China e Coreia do Norte, mas também Grã Bretanha, Dinamarca e Países Baixos. Quando a produção de automóveis começou na fábrica de Mioveni, o Renault 12 ainda era um protótipo; por esse motivo, a Renault ofereceu kits CKD e ferramentas para o Renault 8 Major mais antigo como substituto temporário. Isso resultou no Dacia 1100, que foi construído por alguns anos até chegar o 1300. Tanto o R12 quanto sua cópia licenciada foram lançados em 1969, embora o 1300 tenha sido lançado 9 dias antes do R12, no desfile de 23 de agosto. Durante os primeiros anos de produção, a fábrica montou kits CKD importados da França. Na época de seu lançamento, o 1300 era um carro moderno que oferecia bom conforto, segurança, bom desempenho e confiabilidade, e ainda mais pelos padrões orientais da época, estabelecidos pelos veículos do Bloco Oriental dos anos 1960 e 70.
O 1300 foi submetido a vários facelifts em um esforço para manter o interesse dos consumidores no modelo, mas o design básico foi mantido por toda a sua vida útil de 35 anos. Embora o desempenho e o consumo de combustível tenham melhorado gradualmente, a qualidade nem sempre atendeu ao padrão, uma vez que pararam de importar kits CKD. A corrosão do painel da carroceria se tornou o principal problema do modelo. Ar-condicionado, airbags e freios ABS nunca foram oferecidos.
A versão perua, Dacia 1300 Break, entrou em produção em 1973 e, em 1975, foi introduzida a Dacia 1302, uma pick-up derivada da plataforma 1300.

### Dacia 1310
Depois que a cooperação com a Renault cessou em 1978, a Dacia apresentou uma versão revisada do 1300 no Salão Automóvel de Bucareste de 1979. Em 1982, seu nome foi alterado para Dacia 1310, e posteriormente veio também "1210", "1410" e algumas outras versões.
Em 1983, toda a gama foi teve um facelift para o modelo 1984. Uma versão cupê do carro, o 1410 Sport, com duas portas e teto rebaixado, também foi lançada em 1983. Em 1987, o hatch Dacia 1320 foi introduzido.

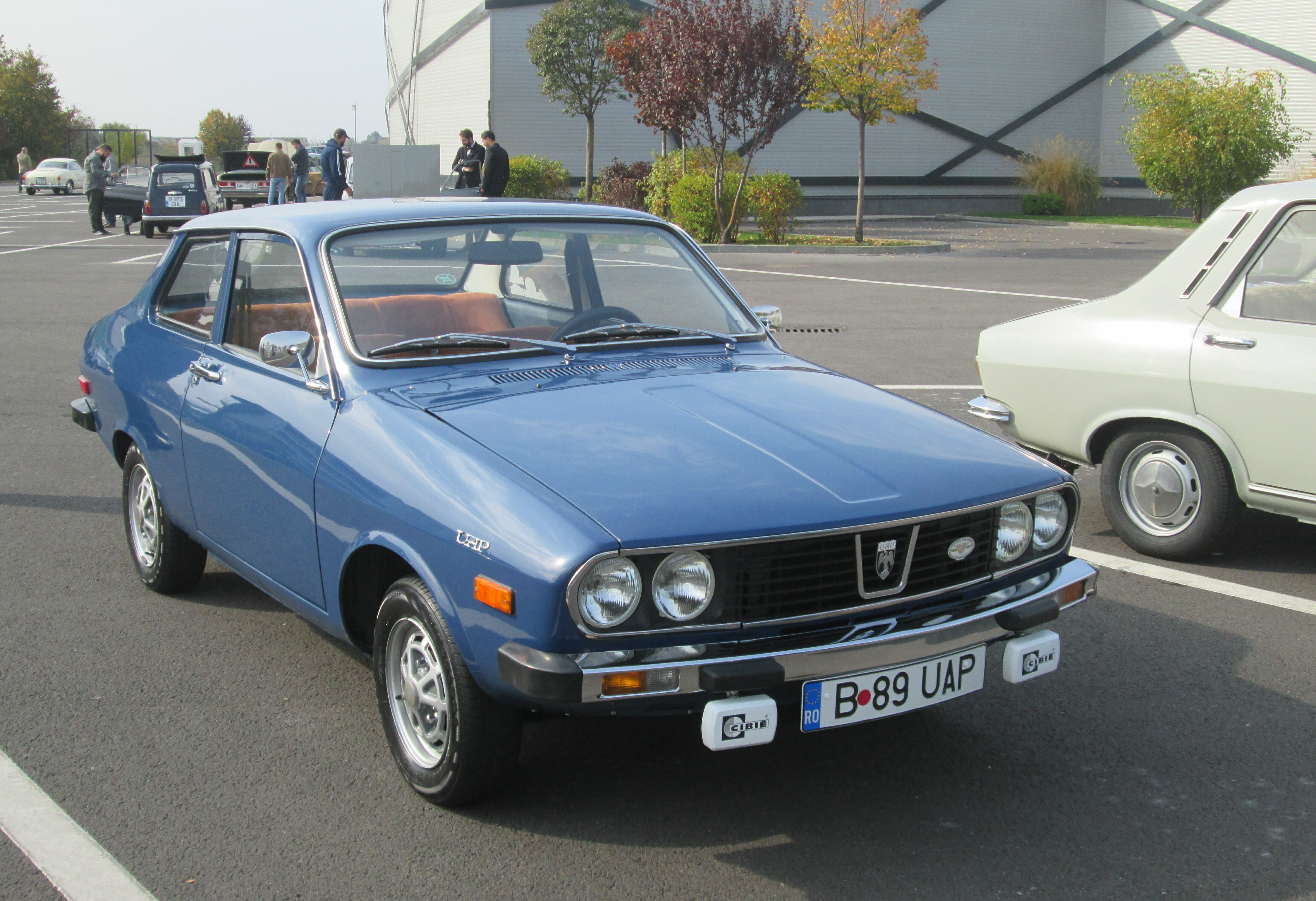
Dacia 1410 Sport, modelo 1983-1985

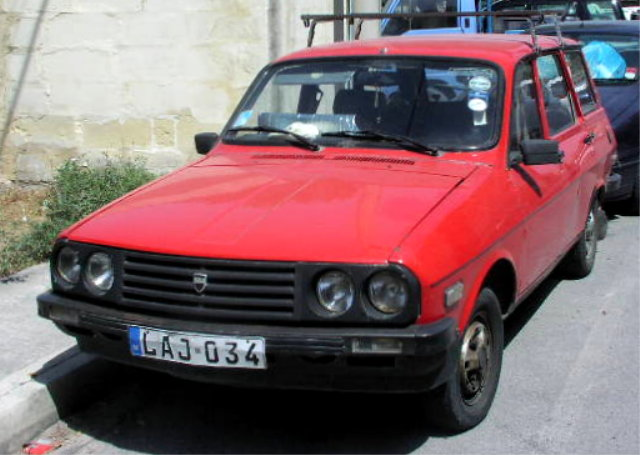
Dacia 1310 Break, modelo 1984-1990

Em 1989, foi lançada uma nova geração do Dacia 1310 nas versões perua e sedã. Foi uma pequena modificação da geração anterior com novos faróis. Uma nova versão hatch chamada Dacia 1325 Liberta foi introduzida em 1990.
Na década de 1980, o modelo estava ficando datado e seu chassi não era mais capaz de atender aos padrões de segurança da época, levando a Dacia a começar a trabalhar em uma substituição. No entanto, contratempos financeiros e políticos fizeram com que essa substituição, o Dacia Nova, fosse adiada até 1994, altura em que já estava ultrapassada. Embora a nova gama Nova (que mais tarde evoluiu para Dacia SupeRNova e Dacia Solenza) tenha vendido bem e apresentado melhores modos de estrada, nunca substituiu a gama 1310, devido ao seu preço mais alto, interior menor e outros fatores decepcionantes (como ser oferecido apenas em carroceria hatch).
Portanto, a Dacia foi forçada a reformular o modelo 1310 mais uma vez, em 1998. O último modelo 1310 foi simplesmente chamado de "Berlina" ou "Break", para sedã ou perua, respectivamente. Em um esforço para acompanhar os padrões modernos, a última versão foi equipada com injeção eletrônica e conversor catalítico, atendendo aos padrões de emissões da Euro2.

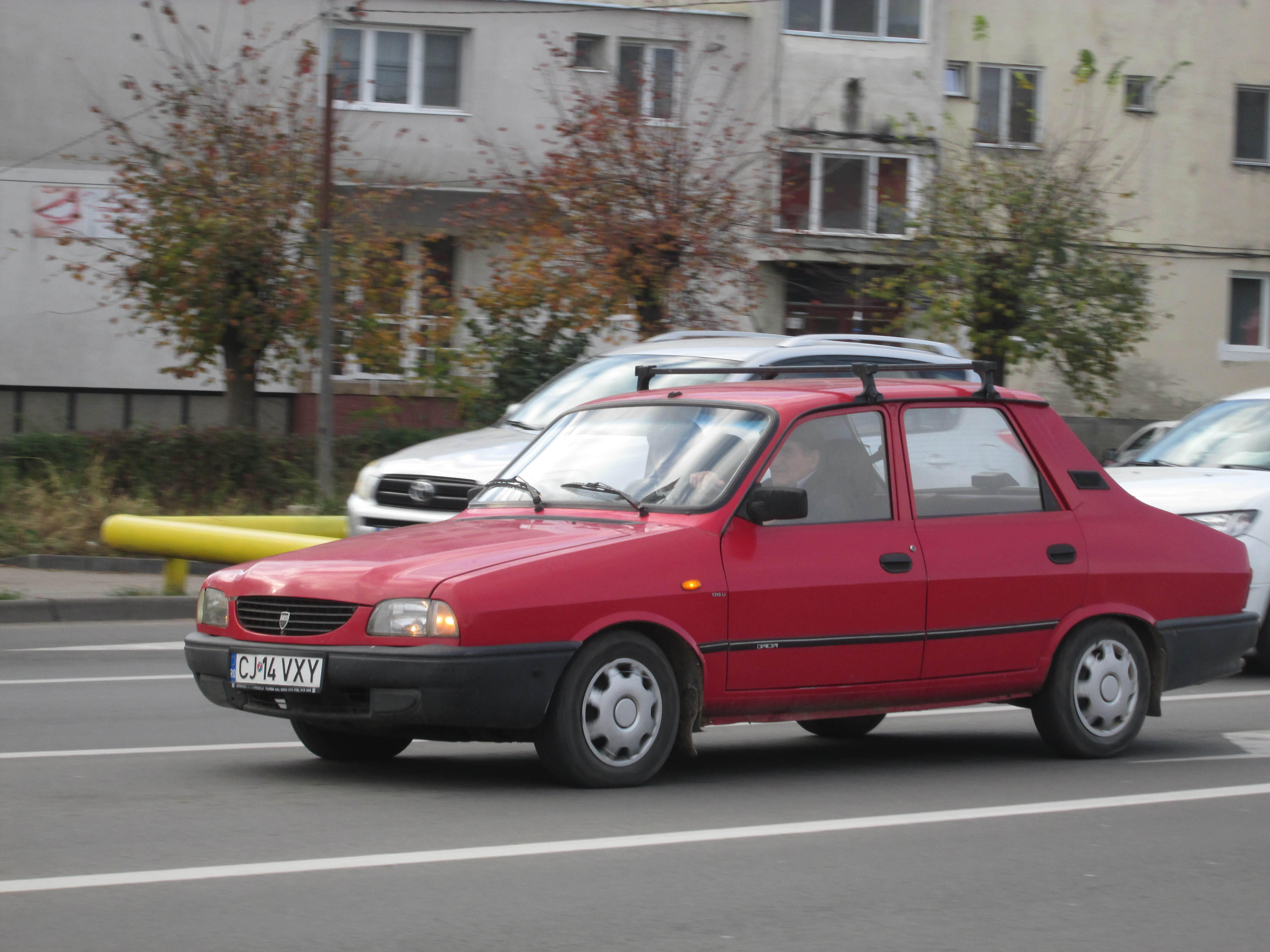
Nos últimos anos (1999-2004), assim era o Dacia 1310. Hoje em dia este é o modelo mais visto, pois os modelos de 1982-1998 estão se tornando raros.

O modelo obteve bons números de vendas até o último dia de produção, principalmente devido ao seu baixo preço, custo-benefício e manutenção fácil e barata. O sedã ("Berlina") e a perua ("Break") tinham preços de € 4.100 e € 4.250, respectivamente, em 2004. O hatch Liberta saiu de produção em 1996, mas a produção do sedã e da perua terminou em 2004. A pick-up encerrou a produção em dezembro de 2006. O Dacia Logan substituiu o modelo 1300/1310 em 2004.

## Galeria

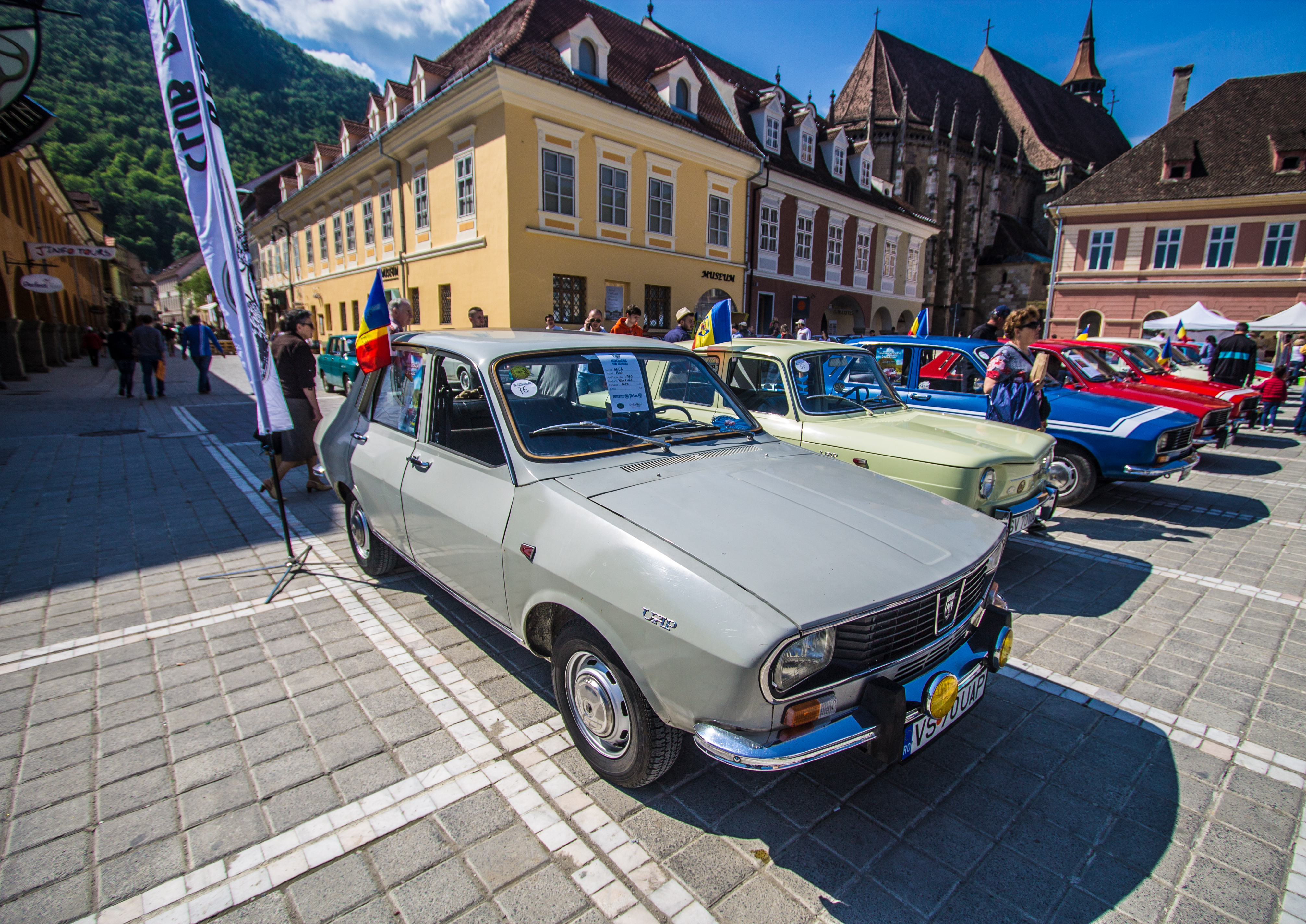
Dacia 1300 dos primeiros anos de produção
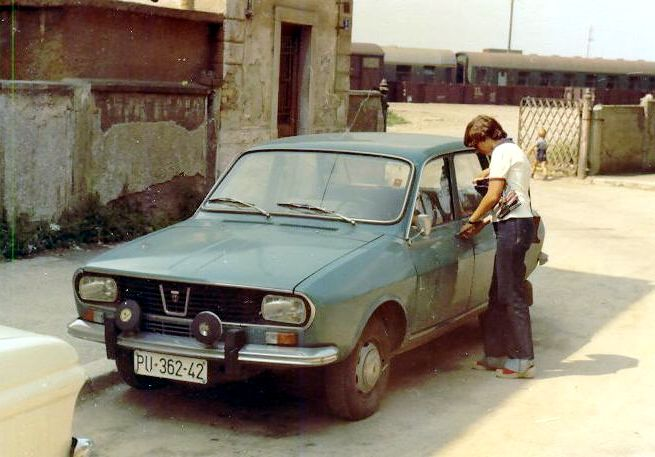
Uma imagem com um Dacia 1300
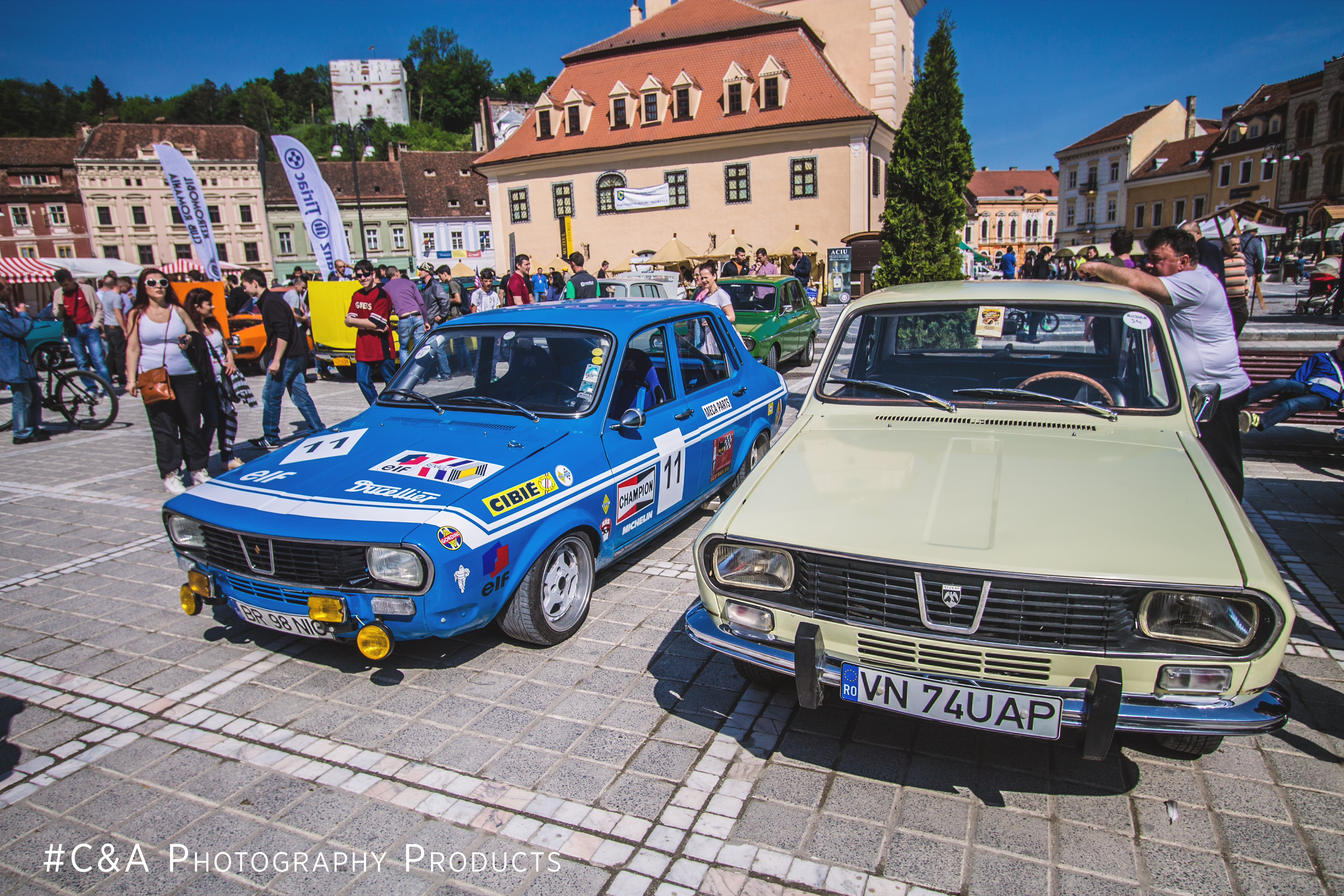
Um modelo de competição ao lado de um modelo padrão
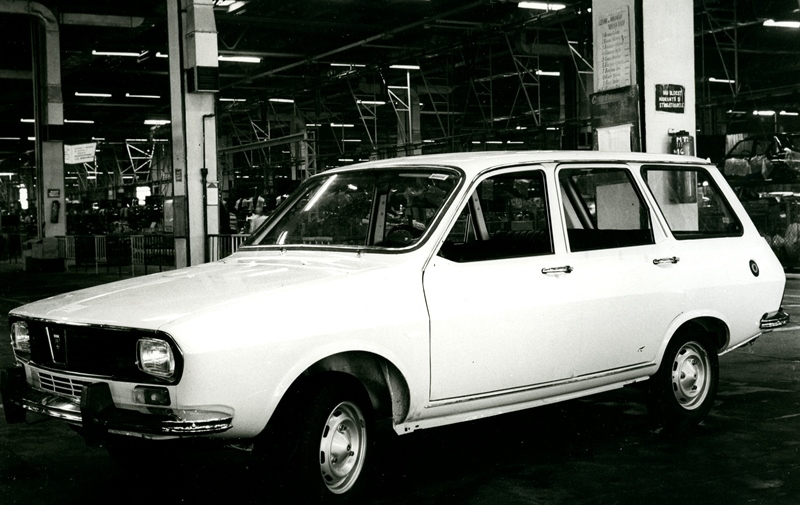
Dacia 1300 Break
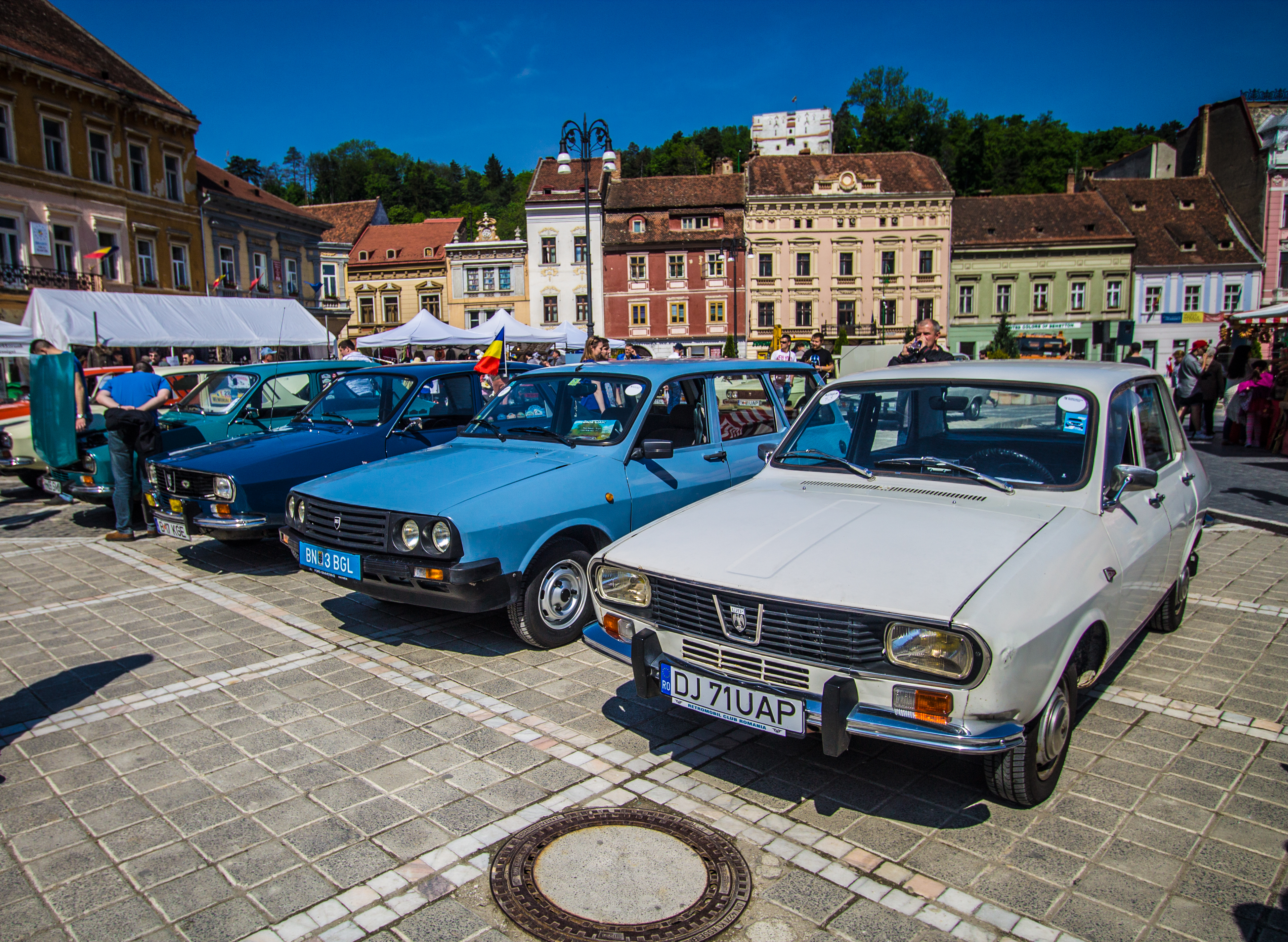
1300 sedã e 1310 perua
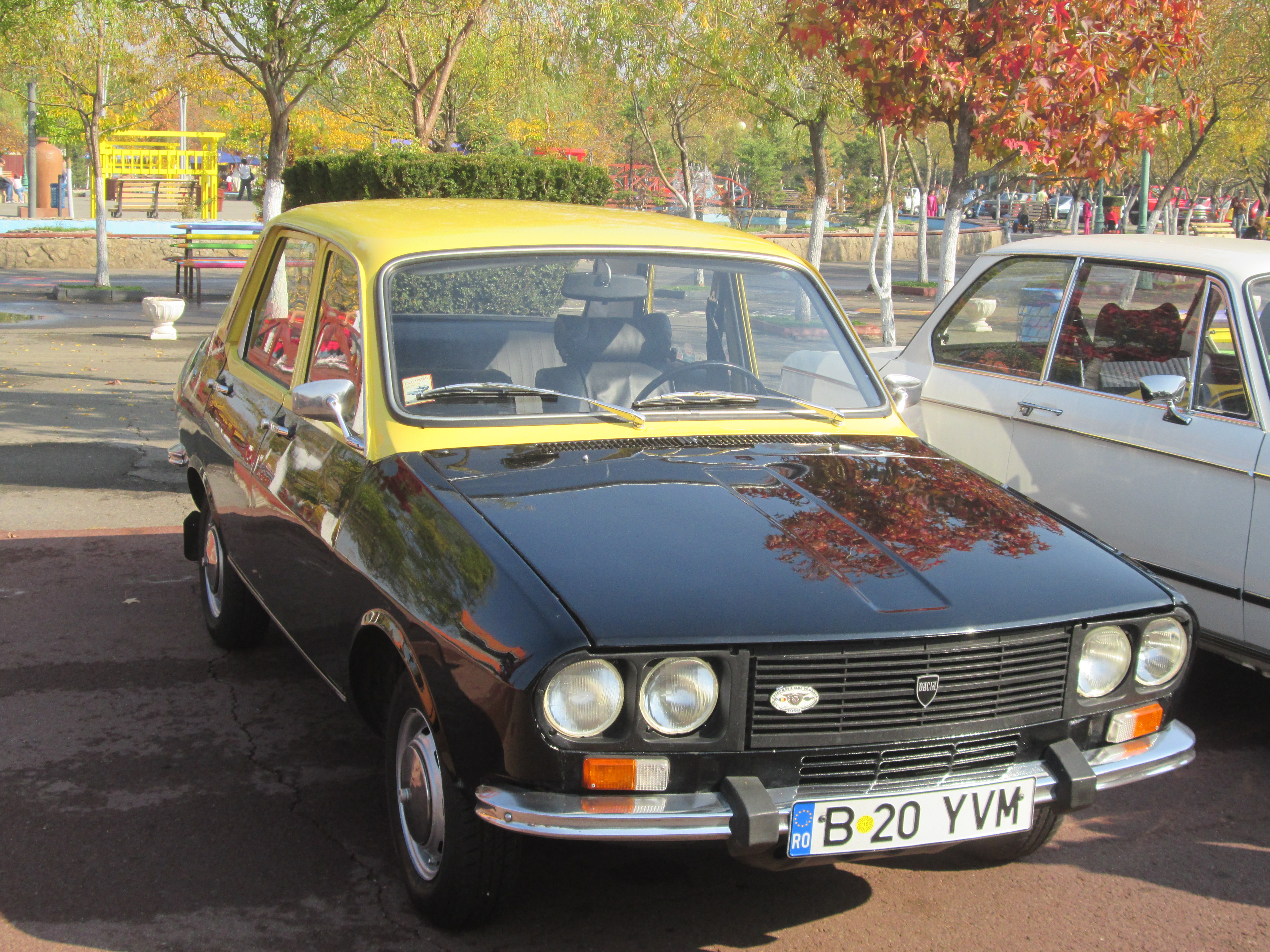
Dacia 1300 com elementos do 1310, versão de exportação de táxi colombiano